# Wandaphorura millsi
Genre
Espèce
Synonymes
- Onychiurus  millsi Chamberlain, 1943

Wandaphorura millsi, unique représentant du genre Wandaphorura, est une espèce de collemboles de la famille des Onychiuridae.

## Distribution
Cette espèce est endémique d'Oregon aux États-Unis.

## Description
Wandaphorura millsi mesure de 1,6 à 1,7 mm.

## Étymologie
Cette espèce est nommée en l'honneur de Harlow Burgess Mills.
Ce genre est nommé en l'honneur de Wanda Maria Weiner.

## Publications originales
- Chamberlain, 1943 : Four new species of Collembola. Western North American Naturalist, vol. 4, no 1/2, p. 39-48 (texte intégral).
- Pomorski, 2007 : Three new genera of Onychiuridae (Collembola). Zootaxa, no 1461, p. 49-58.